# Aquilegia lactiflora
Aquilegia lactiflora är en ranunkelväxtart som beskrevs av Grigorij Silych Karelin och Kir.. Aquilegia lactiflora ingår i släktet aklejor, och familjen ranunkelväxter. Inga underarter finns listade i Catalogue of Life.